# Buneville
Buneville ist eine französische Gemeinde mit 177 Einwohnern (Stand 1. Januar 2022) im Département Pas-de-Calais in der Region Hauts-de-France. Sie gehört zum Arrondissement Arras, zum Kanton Saint-Pol-sur-Ternoise und zum Kommunalverband Ternois.

## Lage
Die Gemeinde Buneville liegt im Südosten des Artois, 33 Kilometer westlich von Arras. Nachbargemeinden von Buneville sind Maisnil im Norden, Neuville-au-Cornet im Nordosten, Moncheaux-lès-Frévent im Südosten, Sibiville im Südwesten sowie Hautecloque im Nordwesten.

## Bevölkerungsentwicklung
| Jahr                       | 1962 | 1968 | 1975 | 1982 | 1990 | 1999 | 2006 | 2013 | 2022 |
| -------------------------- | ---- | ---- | ---- | ---- | ---- | ---- | ---- | ---- | ---- |
| Einwohner                  | 196  | 167  | 175  | 170  | 159  | 138  | 162  | 178  | 177  |
| Quellen: Cassini und INSEE |      |      |      |      |      |      |      |      |      |

## Sehenswürdigkeiten

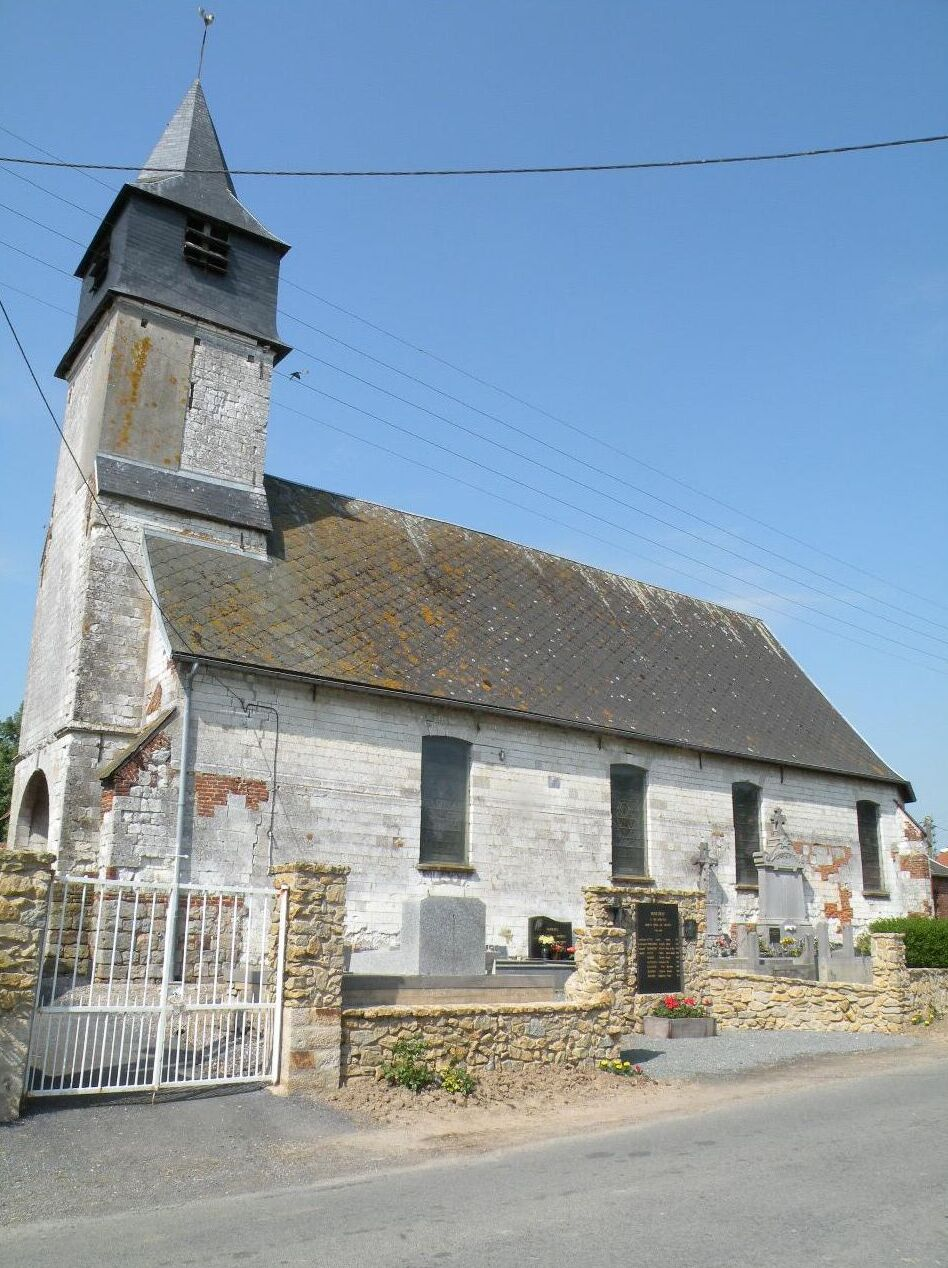
Kirche Notre-Dame

- Kirche Notre-Dame